# Ibarra (Ecuador)
Ibarra is een stad en een parochie (parroquia) in in het noorden van Ecuador in het kanton Ibarra. Het is de hoofdstad van de provincie Imbabura. De stad heeft 140.800 inwoners en ligt op een hoogte van 2.210 meter. De stad wordt wel "La Ciudad Blanca" ("De Witte Stad") genoemd. De stad werd gesticht in 1606 door Cristóbal de Troya.
De stad is de zetel van het rooms-katholieke bisdom Ibarra.

## Geboren
- Rafael Carvajal Guzmán (1818-1881), president van Ecuador
- Wilson Armas (1958), voetballer en voetbalcoach
- Álex Aguinaga (1969), voetballer
- Edison Méndez (1979), voetballer

## Galerij

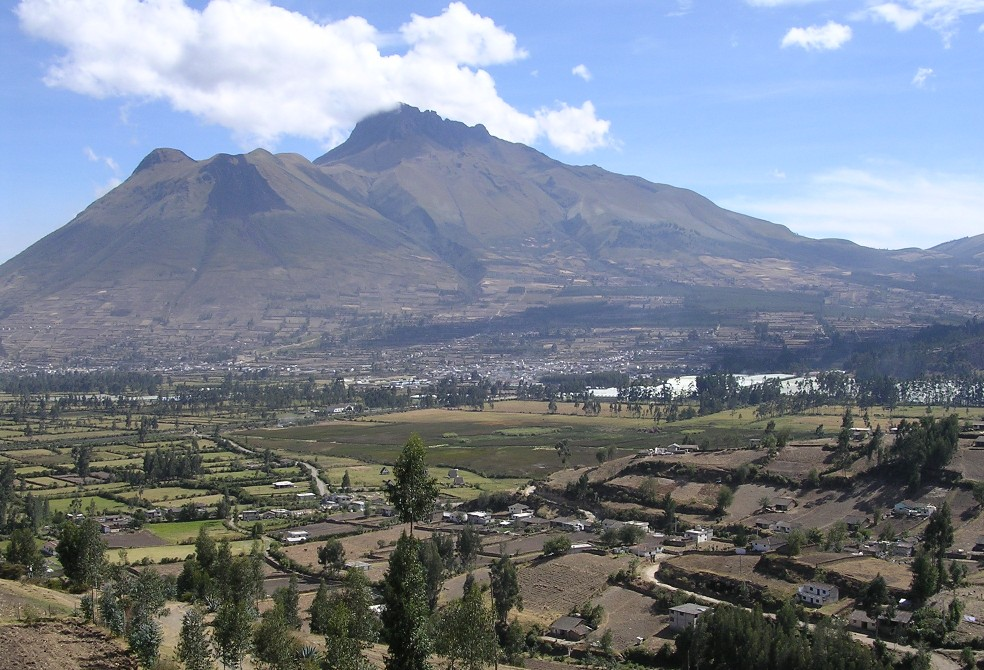
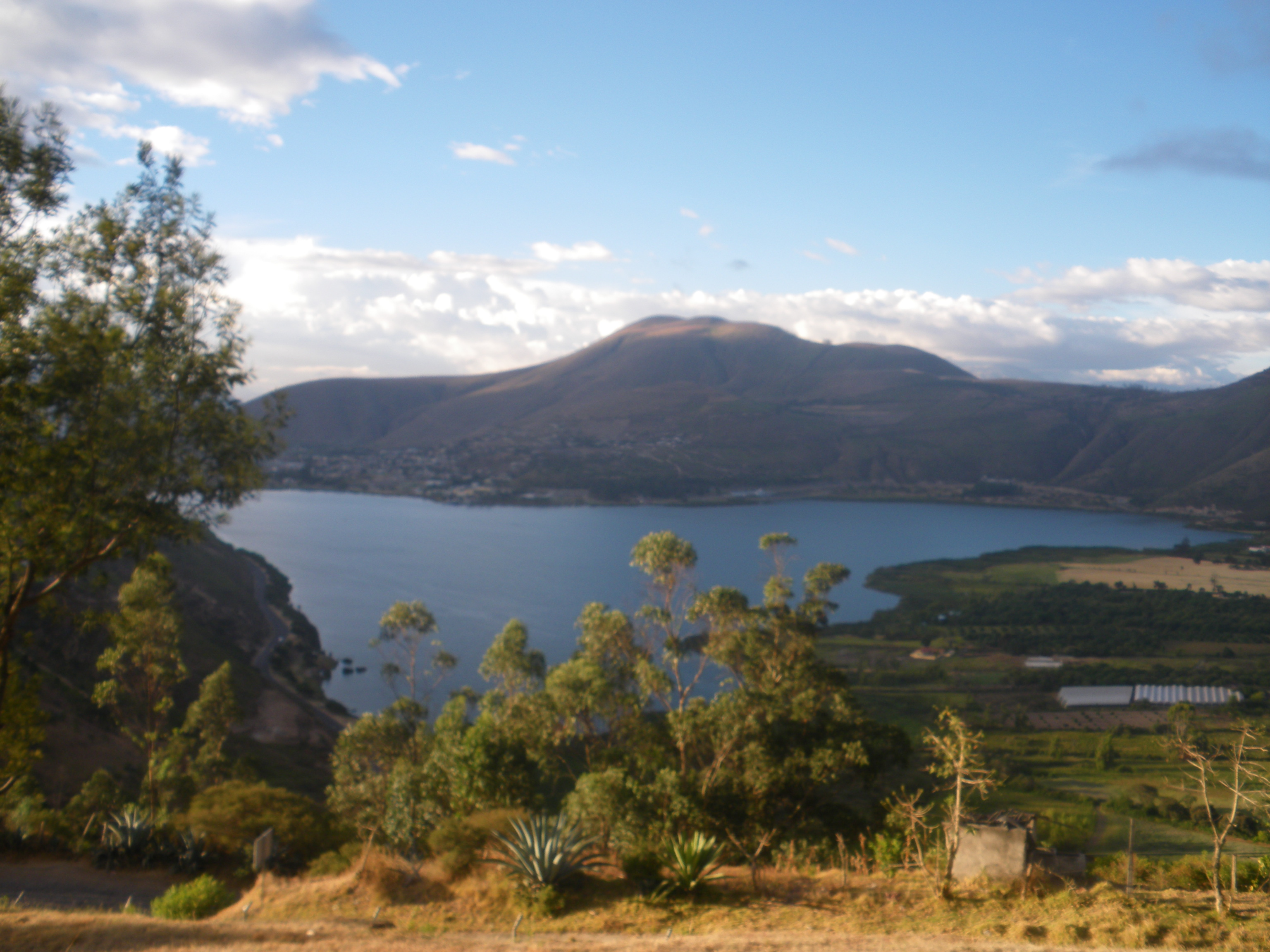
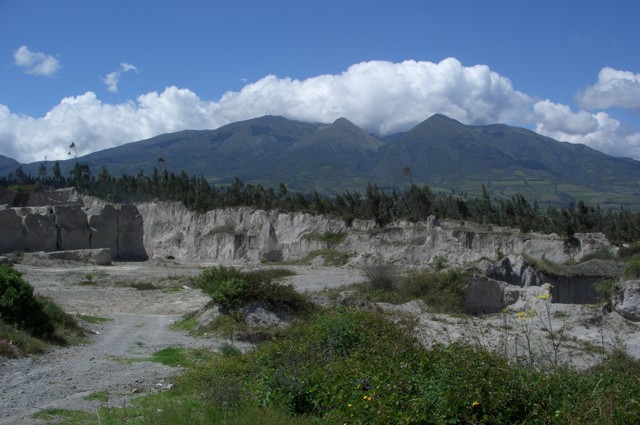